# Papuasek
Papuasek (Trugon terrestris) – gatunek ptaka z rodziny gołębiowatych (Columbidae). Jest dużym gołębiem przypominającym kuraka. Zamieszkuje lasy tropikalne Nowej Gwinei. Prowadzi dość naziemny tryb życia. Nie jest często spotykany, jednak nie jest gatunkiem zagrożonym.

## Taksonomia
Po raz pierwszy gatunek opisał George Robert Gray w 1849. Holotyp pochodził z Triton Bay w północno-zachodniej Nowej Gwinei. Papuasek jest jedynym przedstawicielem rodzaju Trugon. Należy do słabo poznanych gatunków, od 1990 opublikowano zaledwie 3 prace naukowe na jego temat. Pokrewieństwo z innymi gatunkami niejasne; możliwe, że jest blisko spokrewniony z rodzajem Otidiphaps.

### Podgatunki
IOC wyróżnia 3 podgatunki T. terrestris:
- T. t. leucopareia (A.B. Meyer, 1886) – południowa Nowa Gwinea
- T. t. mayri Rothschild, 1931 – północno-środkowa Nowa Gwinea
- T. t. terrestris G.R. Gray, 1849 – północno-zachodnia Nowa Gwinea i sąsiednia wyspa Salawati

## Morfologia
Gołąb ten osiąga długość ciała 31–35 cm, masę ciała 323–400 g. Długość skrzydła 165–180 mm, ogona – 95–127 mm, dzioba – 22–25 mm, skoku – 40–45 mm. Wierzch ciała jest ciemny od szaroniebieskiego do szaroczarnego, skrzydła i wierzch ogona mogą być ciemnobrązowawe. Brzuch jest koloru brzoskwiniowego. Nogi czerwone. Na głowie widoczny jest charakterystyczny czubek z piór. Ważną cechą są również białe policzki. Dziób ma żółty na czubku, zaś czarny u nasady. Oczy przeważnie intensywnie czerwone.

## Ekologia
Ptak ten występuje na Nowej Gwinei – na terytoriach należących zarówno do Indonezji, jak i Papui-Nowej Gwinei, ale może być nieobecny na niektórych dużych obszarach, takich jak Sepik-Ramu i w rejonach północno-wschodnich Nowej Gwinei. Jego naturalne środowisko stanowią nizinne, wilgotne lasy tropikalne i subtropikalne, choć może występować do wysokości 650 m n.p.m., a w górach Arfak nawet 1000 m n.p.m.
Przebywa głównie na ziemi. Zjada nasiona i owoce, z których usuwa miąższ i zjada pestki; może, w przypadku jagód, zjadać również i miąższ. Gniazda znajdowano od lutego do października, niezależnie od pory roku. Znosi tylko jedno jajo. Wysiadują oba ptaki z pary, przypuszczalnie samiec wysiaduje w ciągu dnia.

## Status zagrożenia
Gatunek posiada duży zasięg występowania. Wielkość populacji nie została określona liczbowo, jednak mimo że nie jest często spotykany, nie zauważa się zbliżenia do progu zagrożenia w kryteriach stosowanych przez IUCN. Rozmieszczenie ptaków jest dość nierównomiernie, występują zwykle w bardzo małym zagęszczeniu, które jest szacowane na jednego osobnika na 10 ha. Trend populacji uważa się za stabilny, ponieważ brak jest dowodów na jakiekolwiek spadki liczebności oraz istotne zagrożenia. Co prawda wiele lasów w obrębie jego występowania jest zagrożonych wycinką, jednak nieznana jest tolerancja gatunku na wylesienia. Z tych powodów gołąb ten nie jest uważany za gatunek zagrożony i w klasyfikacji IUCN znajduje się (2016) w kategorii LC (Least Concern – najmniejszej troski).